# Kyrholmen
Kyrholmen est une île norvégienne dans le comté de Hordaland. Elle appartient administrativement à Torangsvåg.

## Géographie
Rocheuse et couverte d'arbres, à l'exception des côtes, elle s'étend sur environ 248 m de longueur pour une largeur approximative de 155 m.